# Stadtkanal (Potsdam)

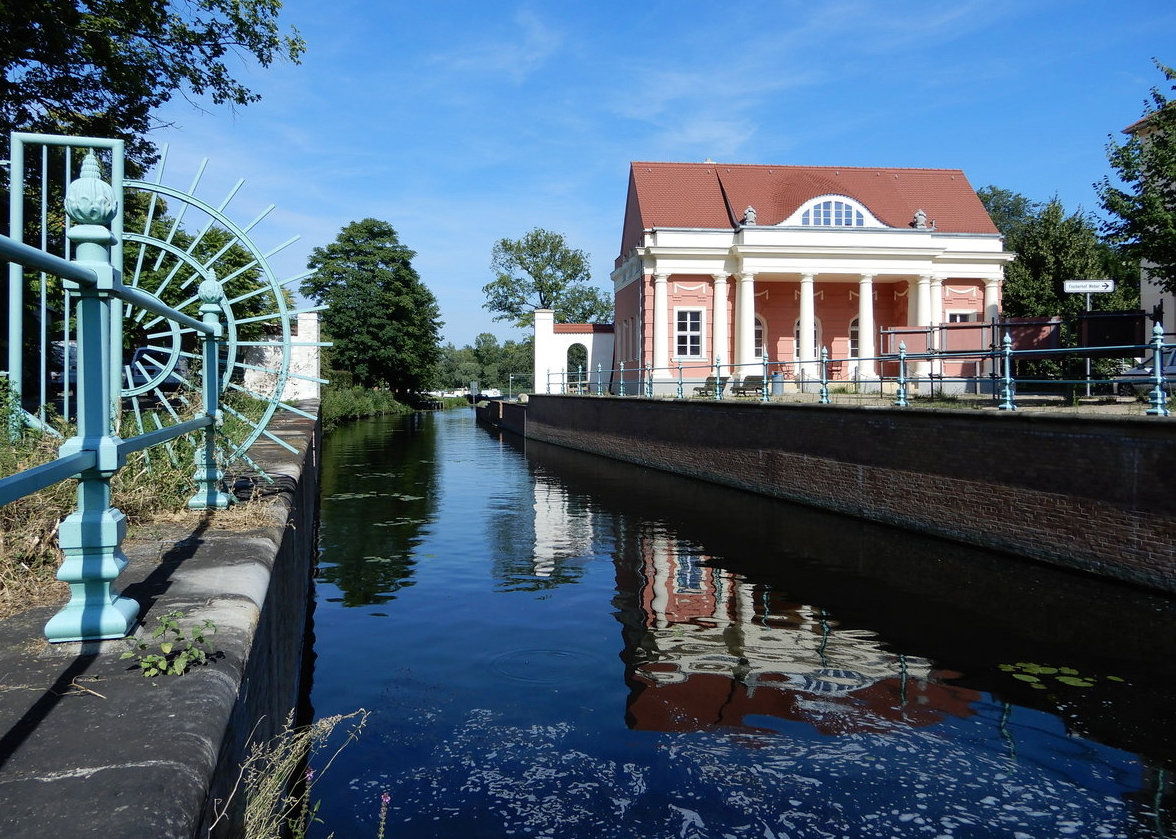
Der Beginn des rekonstruierten Stadtkanals am Kellertor mit Zoll- und Wachgebäude

Der Stadtkanal ist eine historische Wasserstraße in Potsdam. Im Jahr 1673 als Entwässerungsgraben zur Havel angelegt, ließ ihn der preußische König Friedrich Wilhelm I. ab 1722 nach dem Vorbild holländischer Grachten ausbauen. Nach seiner Zuschüttung in den Jahren 1962 bis 1965 wurden seit 1999 einzelne Abschnitte  rekonstruiert bzw. freigelegt.

## Geschichte
Ende des 12. Jahrhunderts entstanden die ersten Entwässerungsgräben in Potsdam. Im Jahr 1673 wurde von Kurfürst Friedrich Wilhelm ein neuer Stadtgraben angelegt. Er diente zur Trockenlegung des Baulandes für die Bauprojekte des Großen Kurfürsten in Potsdam. Dieser hatte Potsdam 1660 zu seiner zweiten Residenz erhoben und plante nun den Bau des Potsdamer Stadtschlosses mit dem Lustgarten und die ersten Erweiterungen der zu diesem Zeitpunkt gerade einmal 200 Häuser zählenden Stadt. Dieser kurfürstliche Stadtgraben umgrenzte die nördliche Stadt und verband die Havel mit dem Faulen See am Ort des später angelegten Wilhelmplatzes (heute: Platz der Einheit).
Ab 1722 wurde der kurfürstliche Stadtgraben im Auftrag von Friedrich Wilhelm I. begradigt und vertieft. Er sollte nach dem Vorbild holländischer Grachten das Bauland für die groß angelegte erste barocke Stadterweiterung Potsdams trockenlegen. Das Kanalbett wurde mit einer Eichenholzverschalung versehen. Die hölzernen Brücken erhielten aufziehbare Klappkonstruktionen. Damit war der Kanal auch als Transportweg nutzbar und erwies sich als äußerst zweckdienlich bei der Einschiffung der für die umfangreichen Bautätigkeiten zur Errichtung des neuen Stadtteils benötigten Baumaterialien. Auch der Bassinplatz wurde auf diese Weise entwässert.
Der Sohn und Nachfolger Friedrich Wilhelms I., Friedrich der Große, wertete den Kanal künstlerisch auf und ließ eine Sandsteinverschalung und kunstvolle Eisengeländer sowie neun Steinbrücken erbauen. Die Leitung der Umbauarbeiten des Kanals oblag dem Oberhofbaurat Heinrich Ludwig Manger, der auch selber von Arbeiten berichtet: „Der durch die Stadt gehende Kanal war auf beiden Seiten mit bloßen Brettern bekleidet, oder verschält, und hin und wieder waren Abtritte ebenfalls aus Brettern an demselben angebauet. Alles dieses war sehr verfallen, und gab ein schlechtes Ansehn. Der König [Friedrich der Große] befahl daher, solchen mit Sandstein zu revetiren [wiederherzustellen], mit eisernen Geländern zu versehen, und die darüber gehende Brücke auch mit Sandstein zu wölben.“
Bereits im Jahr 1809 beschwerten sich die Anwohner über üblen Geruch und forderten die Zuschüttung des Stadtkanals. Teile der Zuflüsse wurden bereits 1889 zugeschüttet.
Nach den Zerstörungen im Zweiten Weltkrieg wurde zunächst mit der Sanierung des Stadtkanals und der Brücken begonnen. Im Jahr 1952 erfolgte dann die Erneuerung der Sandsteine und Podeste des Kanals sowie die Restaurierungen an den Brückenfiguren. Im Zusammenhang mit der Neugestaltung des Potsdamer Zentrums beschloss der Rat der Stadt Potsdam jedoch 1962 die Zuschüttung des Kanals, die daraufhin bis 1965 durchgeführt wurde. Die letzte Brücke, die „Breite Brücke“, wurde 1971 abgerissen.

## Verlauf

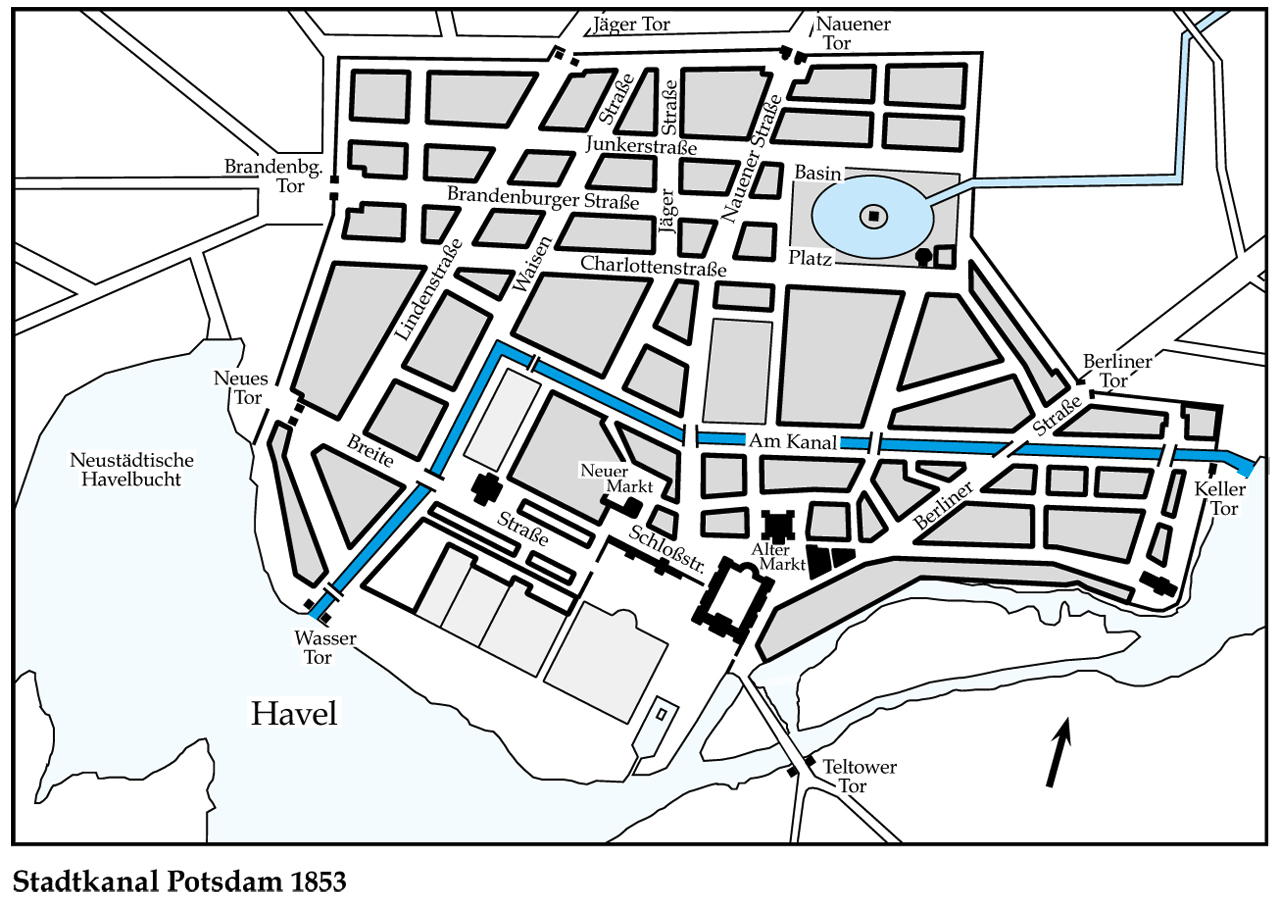
Karte mit dem Verlauf des Stadtkanals im Jahr 1853

Der Stadtkanal wurde von der Havel gespeist und durchlief die Potsdamer Innenstadt in einer Gesamtlänge von 1840 Metern. Er begann im Osten am „Kellertor“ und nahm seinen Verlauf in westlicher Richtung mit den Straßenzügen „Am Kanal“ („Yorckstraße“). Am Ende der Yorckstraße an der „Waisenstraße“ („Dortustraße“) knickte er in engem Bogen, fast rechtwinklig nach Süden ab und floss am „Wassertor“ wieder in die Havel.
Erst mit der Ernennung Potsdams neben Berlin zu seiner zweiten Residenzstadt durch den Kurfürsten Friedrich Wilhelm, der Große Kurfürst, im Jahre 1660 begann der Aufschwung und Ausbau der Stadt. Friedrich Wilhelm ließ durch Philip de Chiese ein Stadtschloss nach holländischen Vorbildern erbauen. Er legte zwischen Schloss und Havelufer einen Lustgarten nach holländischem Muster im Schachbrettsystem an und begann mit einer ersten Erweiterung der Stadt. Als Voraussetzung für die Umgestaltung und Erweiterung ließ der Kurfürst 1675 den verschlammten Landwehrgraben aus dem 16. Jahrhundert reinigen und in seinem weiteren Verlauf begradigen. Der Verlauf dieses „Kurfürstlichen Stadtgrabens“ kann auf der Karte von Samuel Suchodolec aus dem Jahre 1683 nachvollzogen werden.

## Brücken
Den Kanal überquerten insgesamt neun Brücken:
- Kellertorbrücke (in der Verlängerung der Heilig-Geist-Straße)
- Berliner Brücke (Berliner Straße/Am Kanal)
- Grüne Brücke (Französische Straße/Grünstraße/Am Kanal)
- Kaiserbrücke (Kaiserstraße/Am Kanal)
- Nauener Brücke (Friedrich-Ebert-Straße (früher Nauener Straße)/Yorckstraße (früher Am Kanal))
- Ladenbergsteg (Wilhelm-Staab-Straße (früher Hoditzstraße)/Yorckstraße (früher Am Kanal))
- Waisenbrücke (Dortustraße (früher Waisenstraße)/Yorckstraße (früher Am Kanal))
- Breite Brücke (Breite Straße)
- Kiezbrücke (Am Wassertor - Wall am Kiez/Am Lustgartenwall)

## Wiederherstellung
Nachdem im Jahre 1990 durch engagierte Potsdamer symbolisch mit ersten Arbeiten zur Freilegung des Stadtkanals begonnen wurde, beteiligt sich seit 1999 auch die Stadt daran. Damals wurde ein erstes Teilstück im Bereich der Yorckstraße wiederhergestellt. Die Einweihung der wiedererrichteten Ladenbergbrücke erfolgte 2001 anlässlich der Potsdamer Bundesgartenschau. Der Abschnitt liegt jedoch meist trocken – es gibt keine Verbindung zur Havel.
Auf dem freigelegten, jedoch nur zeitweise mit Wasser gefluteten Kanalstück an der Yorckstraße wird seitdem ein jährlicher Kanu-Kanalsprint veranstaltet, der sich in Potsdam zu einem populären Sportspektakel etabliert hat.

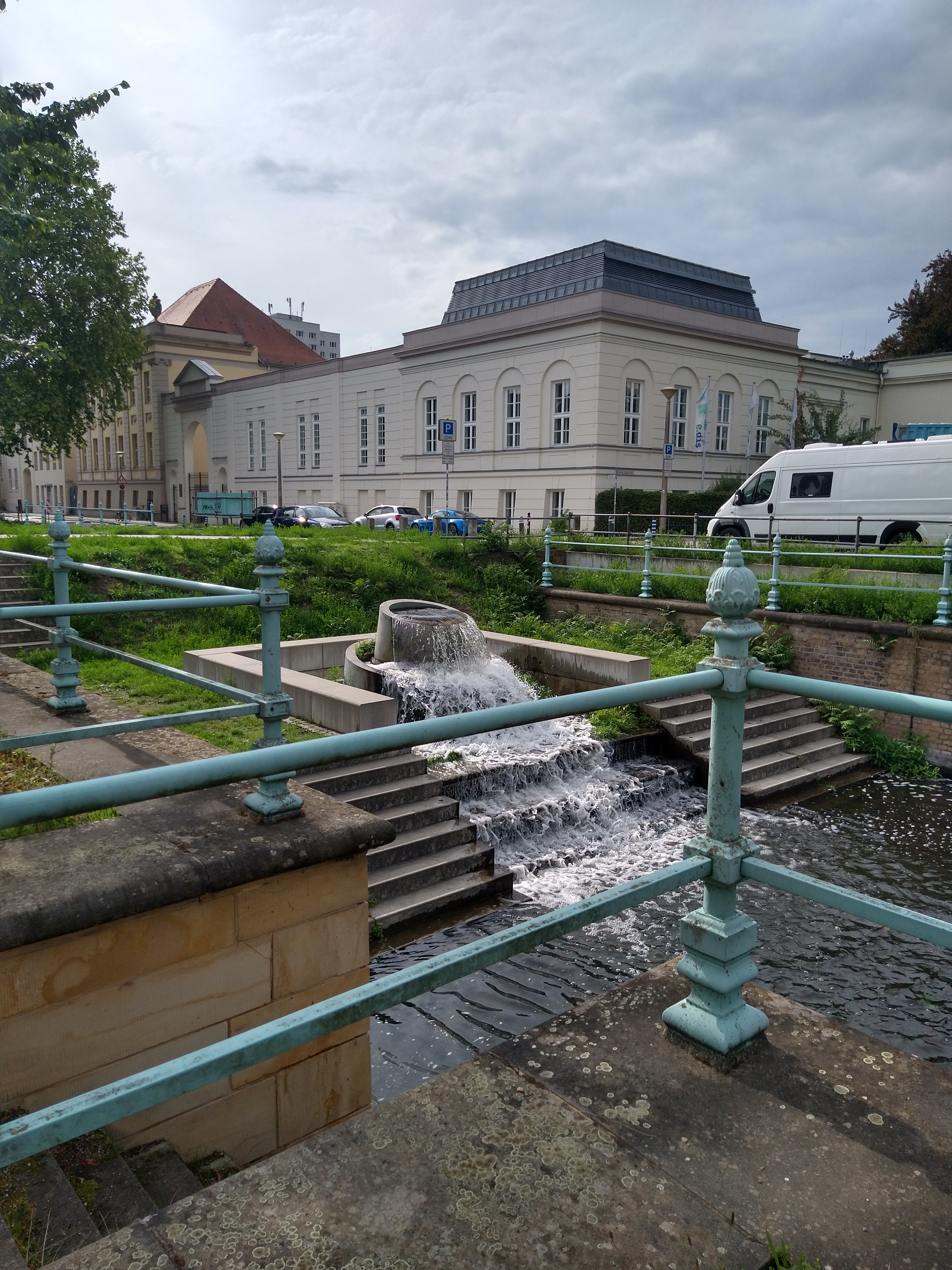
Bis vor die Kellertorbrücke rekonstruierter Kanal mit Wasserbelüfter an dieser Stelle

Im März 2009 wurden die Bauarbeiten am zweiten Abschnitt, im Bereich der Kellertorbrücke, begonnen und im Juli 2011 konnte dieser dann wieder mit der Havel verbunden werden. Er ist seitdem geflutet. Der Förderverein für den Wiederaufbau des historischen Kanals wirbt seit 2015 um die Finanzierung zur weiteren Freilegung dieses östlichsten Abschnitts um weitere 170 Meter, bis zur Berliner Straße.
Langfristiger Plan ist die vollständige Wiederherstellung des gesamten Kanals. Sie wird teilweise durch Spenden finanziert. So gibt es Möglichkeiten, wie die gusseisernen Geländerpfosten symbolisch zu „erwerben“ und, wie schon Loriot, Christian Thielemann und andere, mit dem eigenen Namen versehen zu lassen. Auch der Bauverein Potsdamer Stadtkanal 1722 e. V. bemüht sich um die Wiederherstellung des Kanals.
Seit dem Amtsantritt des Oberbürgermeisters Mike Schubert im Jahr 2018 beabsichtigt die Stadt Potsdam, ihre Bemühungen zur Wiederherstellung des Kanals zu intensivieren. Dabei soll auch die Potsdamer Bürgerschaft zur verstärkten Beteiligung animiert werden. Im Februar 2020 kündigte der SAP-Mitbegründer und Mäzen Hasso Plattner seine Unterstützung für den Wiederaufbau des Stadtkanals an.